# Claude-Victor de Broglie
Claude-Victor, prince de Broglie [klod vikˈtwaʀ pʀɛ̃s də ˈbrɔj], auch Charles-Louis-Victor de Broglie (* 22. September 1756 in Paris; † 27. Juni 1794 ebenda) war ein französischer Politiker und Offizier aus der Familie der Herzöge de Broglie.

## Leben
De Broglie war der älteste Sohn des Marschalls Victor-François de Broglie und dessen zweiter Ehefrau Louise Augustine Salbigothon Crozat de Thiers (1733–1813). Er diente zu Beginn seiner militärischen Laufbahn unter seinem Vater im Régiment de Limousin (Infanterie) in Folge als Sous-Lieutnant, Capitaine und Aide-major, bevor er mit 25 Jahren zum Colonel en seconde beim Régiment d'Aunis (Infanterieregiment) befördert wurde. Nach der Rückkehr von seinem Einsatz im Amerikanischen Unabhängigkeitskrieg kam er als Colonel zum Régiment de Bourbonnais und war Stabschef in Metz.
Kurz vor der Französischen Revolution wurde er am 1. April als Abgeordneter des Adels von Kolmar und Schlettstadt in die Generalstände gewählt, wo er für die Gleichheit der Rechte aller Bürger eintrat. Vom 13. bis zum 27. August 1791 war er Präsident der Assemblée nationale constituante, in der er lebhaft die Sache der Revolution vertrat. Anschließend diente er im Rang eines Maréchal de camp unter dem Befehl von General Luckner in der Rheinarmee. Als er nach dem Tuileriensturm (10. August 1792) die Absetzung König Ludwig XVI. nicht anerkannte, nahm er seinen Abschied und zog sich nach Bourbonne-les-Bains zurück. Nach einer ersten Verhaftung mit Gefängnisaufenthalt in Langres wurde er wieder freigelassen.
Nachdem er sich gegen eine Emigration entschieden hatte und in Frankreich geblieben war, wurde er während des Terreur erneut verhaftet, am 26. Juni 1794 vor das Revolutionstribunal gestellt und am 27. Juni 1794 guillotiniert. Er wurde in einem der Massengräber des Friedhofs Cimetière de Picpus begraben.

## Familie
De Broglie war seit 1779 mit Gräfin Sophie von Rosen (1764–1828) verheiratet, mit der er folgende Kinder hatte:
- Amélie Antoinette Victorine (1781–1868) ⚭ 1798 Marquis Charles Théodore de Moges
- Constance Louise Sophie (1782–1866) ⚭ 1802 Victor des Acres, comte de l’Aigle
- Octavie Thérèse Gabrielle (1784–1862) ⚭ 1804 Marquis René Louis François de Menou
- Victor (1785–1870), duc de Broglie, ⚭ 1816 Albertine Staël von Holstein (1797–1839)

Seine Witwe Sophie heiratete 1796 den Marquis Marc-René de Voyer d’Argenson, mit dem sie vier Kinder hatte.